# Маунт-Карбон (Пенсільванія)
Маунт-Карбон (англ. Mount Carbon) — місто (англ. borough) в США, в окрузі Скайлкілл штату Пенсільванія. Населення — 91 особа (2010).

## Географія
Маунт-Карбон розташований за координатами 40°40′24″ пн. ш. 76°11′18″ зх. д. / 40.67333° пн. ш. 76.18833° зх. д. (40.673329, -76.188381).  За даними Бюро перепису населення США в 2010 році місто мало площу 0,18 км², уся площа — суходіл.

## Демографія
Згідно з переписом 2010 року, у селищі мешкала 91 особа в 43 домогосподарствах у складі 22 родин. Густота населення становила 509 осіб/км².  Було 50 помешкань (280/км²).
Расовий склад населення:
| - 91,2 % — білих - 3,3 % — чорних або афроамериканців - 2,2 % — азіатів |

До двох чи більше рас належало 3,3 %. Частка іспаномовних становила 1,1 % від усіх жителів.
За віковим діапазоном населення розподілялося таким чином: 16,5 % — особи молодші 18 років, 68,1 % — особи у віці 18—64 років, 15,4 % — особи у віці 65 років та старші. Медіана віку мешканця становила 47,5 року. На 100 осіб жіночої статі у селищі припадало 97,8 чоловіків;  на 100 жінок у віці від 18 років та старших — 105,4 чоловіків також старших 18 років.
Середній дохід на одне домашнє господарство  становив 48 106 доларів США (медіана — 38 750), а середній дохід на одну сім'ю — 64 536 доларів (медіана — 56 667). За межею бідності перебувало 4,5 % осіб, у тому числі 0,0 % дітей у віці до 18 років та 14,3 % осіб у віці 65 років та старших.
Цивільне працевлаштоване населення становило 60 осіб. Основні галузі зайнятості: освіта, охорона здоров'я та соціальна допомога — 43,3 %, виробництво — 28,3 %, роздрібна торгівля — 10,0 %, науковці, спеціалісти, менеджери — 8,3 %.